# Murad Zalfani
Murad Zalfani, Mourad Zelfani (ar. مراد زلفاني; ur. 11 grudnia 1962) – tunezyjski zapaśnik walczący w stylu wolnym. Olimpijczyk z Seulu 1988, gdzie odpadł w eliminacjach w kategorii 57 kg.
Złoty medalista mistrzostw Afryki w 1988. Piąty na igrzyskach śródziemnomorskich w 1991. Wicemistrz arabski w 1987 roku.
- Turniej w Seulu 1988

Pokonał Kenijczyka Waruingi Kimani a przegrał z Mongołem Chaltmagiijnem Battuulem i Bułgarem Walentinem Iwanowem.